# Elpersdorf bei Ansbach
Elpersdorf bei Ansbach (amtlich: Elpersdorf b.Ansbach, fränkisch: Elbaschdorf) ist ein Gemeindeteil der kreisfreien Stadt Ansbach (Mittelfranken, Bayern). Die Gemarkung Elpersdorf hat eine Fläche von 13,576 km². Sie ist in 2209 Flurstücke aufgeteilt, die eine durchschnittliche Fläche von 6145,56 m² haben. In ihr liegen neben dem namensgebenden Ort die Gemeindeteile Dautenwinden, Dombach im Loch, Höfen, Höllmühle, Käferbach, Liegenbach, Mittelbach, Oberdombach, Windmühle und Wüstenbruck.

## Geografie
Das Pfarrdorf liegt auf der Europäischen Wasserscheide. Im Ort entspringt der Käferbach, ein linker Zufluss der Altmühl, nördlich des Dorfs das Geisengrundbächl, ein rechter Zufluss des Fürstengrabens, der rechts in den Onolzbach fließt. Im Osten schließt sich das Gewerbegebiet Ansbach-West an. 0,5 km im Nordwesten liegen die Schweizeräcker, 0,5 km im Süden liegt das Herbstfeld.
Unmittelbar nördlich des Ortes verläuft die Staatsstraße 1066. Sie führt nach Ansbach (3,5 km nordöstlich) bzw. über Windmühle nach Neunstetten (5 km südwestlich). Die Staatsstraße 2248 führt zur Anschlussstelle 51 der Bundesautobahn 6 (2,5 km südlich) und weiter nach Herrieden (5 km südlich). Gemeindeverbindungsstraßen führen nach Dautenwinden (1 km südlich), nach Dombach im Loch (1 km östlich) und nach Geisengrund (0,8 km nordöstlich).

## Geschichte

### 9. Jahrhundert bis 1970er Jahre
Elpersdorf wurde wahrscheinlich im 9. Jahrhundert gegründet und unterstand zunächst dem St.-Gumbertus-Kloster Ansbach. 1288 wurde der Ort im Testament des Wolfram von Dornberg als „Eltwinsdorf“ erstmals urkundlich erwähnt. Die Gründung geht auf einen Siedler namens Eltwin zurück. 1331 kam der Ort an den Nürnberger Burggrafen Friedrich IV. Es wurden damit zunächst die Herren von Bruckberg belehnt und in deren Folge die Herren von Vestenberg.
Im Jahre 1426 wurde die örtliche St.-Laurentius-Kirche erstmals urkundlich erwähnt. Die Ursprünge der Kirche sind aber wohl deutlich älter. Zuerst handelte es sich um eine Filialkirche von St. Nikolaus (Schalkhausen). 1598 wurde sie zur Pfarrei erhoben.
Im 16-Punkte-Bericht des Oberamtes Ansbach von 1684 wurden für Elpersdorf 12 Mannschaften verzeichnet: Alle Anwesen (3 Höfe, 8 Güter, 1 Häuslein) hatten das Hofkastenamt Ansbach als Grundherrn. Außerdem gab es noch das Gemeindehirtenhaus. Das Hochgericht und die Dorf- und Gemeindeherrschaft übte das brandenburg-ansbachische Hofkastenamt Ansbach aus.
Auch gegen Ende des 18. Jahrhunderts gab es in Elpersdorf 12 Anwesen (3 Höfe, 8 Köblergüter, 1 Wirtschaft). Das Hochgericht, die Dorf- und Gemeindeherrschaft sowie die Grundherrschaft über alle Anwesen übte weiterhin das Hofkastenamt Ansbach aus. Neben den Anwesen gab es noch kirchliche Gebäude (Kirche, Pfarrgut) und kommunale Gebäude (Schule, Hirtenhaus). Von 1797 bis 1808 unterstand der Ort dem Justiz- und Kammeramt Ansbach.
1806 kam Elpersdorf an das Königreich Bayern. Im Rahmen des Gemeindeedikts wurde 1808 der Steuerdistrikt Elpersdorf gebildet, zu dem Aub, Dombach im Loch, Höfen, Höllmühle, Käferbach, Kurzendorf, Liegenbach, Mittelbach, Oberdautenwinden, Oberdombach, Unterdautenwinden, Windmühle und Wüstenbruck gehörten. Die Ruralgemeinde Elpersdorf entstand 1811 und war deckungsgleich mit dem Steuerdistrikt. Sie war in Verwaltung und Gerichtsbarkeit dem Landgericht Ansbach zugeordnet und in der Finanzverwaltung dem Rentamt Ansbach (1919 in Finanzamt Ansbach umbenannt).
Im Jahre 1833 stellten Dombach im Loch und Kurzendorf einen Antrag zur Gemeindebildung mit Bernhardswinden und Meinhardswinden aus der Gemeinde Brodswinden. Dieser wurde abgelehnt. Es folgten weitere Anträge, bis am 19. Oktober 1873 einer Umgemeindung von Kurzendorf nach Bernhardswinden stattgegeben wurde. Von 1862 an gehörte Elpersdorf zum Bezirksamt Ansbach (1939 in Landkreis Ansbach umbenannt). Die Gerichtsbarkeit blieb beim Landgericht Ansbach, von 1870 bis 1879 war das Stadt- und Landgericht Ansbach zuständig, seit 1880 ist es das Amtsgericht Ansbach. Die Gemeinde hatte 1964 eine Gebietsfläche von 13,578 km².
1952 wurde der Gemeindename von Elpersdorf nach Elpersdorf bei Ansbach geändert. Im Zuge der Gebietsreform in Bayern wurde Elpersdorf samt zugehöriger Gemeindeteile am 1. Juli 1972 nach Ansbach eingemeindet.

### Baudenkmäler
- Laurentiusstraße 2: evangelisch-lutherische Pfarrkirche St. Laurentius mit Friedhof[22]
- Laurentiusstraße 3: Pfarrhof[22]

### Bodendenkmäler
In der Gemarkung Elpersdorf gibt es zehn Bodendenkmäler.

### Einwohnerentwicklung
Gemeinde Elpersdorf
| Jahr      | 1818   | 1840   | 1852   | 1855   | 1861   | 1867   | 1871   | 1875   | 1880   | 1885   | 1890   | 1895   | 1900   | 1905   | 1910   | 1919   | 1925   | 1933   | 1939   | 1946   | 1950   | 1952   | 1961   | 1970   |
| Einwohner | 708    | 733    | 788    | 813    | 787    | 797    | 822    | 700    | 742    | 780    | 788    | 769    | 753    | 733    | 734    | 774    | 804    | 799    | 792    | 1088   | 1158   | 1085   | 1084   | 1075   |
| Häuser    | 142    | 139    |        |        |        |        |        |        |        | 140    | 139    |        | 142    |        |        |        | 150    |        |        |        | 163    |        | 198    |        |
| Quelle    | [ 24 ] | [ 25 ] | [ 26 ] | [ 26 ] | [ 27 ] | [ 28 ] | [ 26 ] | [ 29 ] | [ 30 ] | [ 31 ] | [ 32 ] | [ 26 ] | [ 33 ] | [ 26 ] | [ 34 ] | [ 26 ] | [ 35 ] | [ 26 ] | [ 26 ] | [ 26 ] | [ 36 ] | [ 26 ] | [ 18 ] | [ 37 ] |

Ort Elpersdorf
| Jahr      | 001807 | 001818 | 001840 | 001861 | 001871 | 001885 | 001900 | 001925 | 001950 | 001961 | 001970 | 001987 |
| Einwohner | 101    | 129    | 103    | 122    | 104    | 133    | 148    | 213    | 323    | 413    | 420    | 685    |
| Häuser    | 16     | 17     | 20     |        |        | 25     | 27     | 38     | 49     | 67     |        | 177    |
| Quelle    | [ 38 ] | [ 24 ] | [ 25 ] | [ 27 ] | [ 39 ] | [ 31 ] | [ 33 ] | [ 35 ] | [ 36 ] | [ 18 ] | [ 37 ] | [ 1 ]  |

## Religion
Der Ort ist seit der Reformation evangelisch-lutherisch geprägt und Sitz der Pfarrei St. Laurentius (Elpersdorf bei Ansbach). die Einwohner römisch-katholischer Konfession sind nach St. Ludwig (Ansbach) gepfarrt.

## Vereinsleben
- TSV Elpersdorf
- Freiwillige Feuerwehr Elpersdorf
- Schützenverein Frankenhöhe
- Obst- und Gartenbauverein
- Siedler- und Eigenheimervereinigung Elpersdorf
- Gesangverein Elpersdorf
- Militär- und Kriegerkameradschaft